# 동구·미추홀구 을
동구·미추홀구 을은 대한민국의 국회의원 선거구이다. 인천광역시 미추홀구의 일부를 관할한다. 현 국회의원은 국민의힘 윤상현이다.

## 역사
2020년 대한민국 제21대 국회의원 선거를 앞두고 중구·동구·강화군·옹진군 선거구의 인구 상한선 초과로 인하여 동구가 떨어져 나오면서 미추홀구와 함께 선거구를 구성하게 되었다. 동구는 기존의 남구 갑 선거구에 편입되었으며, 따라서 해당 선거구의 명칭도 동구·미추홀구 갑으로 변경되었다. 이로 인해 남구 을 선거구 역시 동구·미추홀구 을로 명칭이 변경되었다.

## 관할 구역
| 대수  | 관할 구역 |
| ----- | --- |
| 21대~ | 미추홀구 숭의1·3동, 숭의2동, 숭의4동, 용현1·4동, 용현2동, 용현3동, 용현5동, 학익1동, 학익2동, 관교동, 문학동 |

## 역대 국회의원
| 선거   | 정당 | 정당     | 의원   |
| ------ | ---- | -------- | ------ |
| 2020년 |      | 무소속   | 윤상현 |
| 2024년 |      | 국민의힘 | 윤상현 |

## 역대 선거 결과

### 대한민국 제21대 국회의원 선거
|  | 40.59% |

|  | 40.44% |

|  | 15.57% |

|  | 2.81% |

|  | 0.56% |

### 대한민국 제22대 국회의원 선거
|  | 50.44% |

|  | 49.55% |